# Changas de Naranjito 2023
Questa voce raccoglie le informazioni riguardanti le Changas de Naranjito nella stagione 2023.

## Stagione
Le Changas de Naranjito partecipano al loro ottavo campionato di Liga de Voleibol Superior Femenino: dopo il terzo posto in regular season, superano le Valencianas de Juncos ai quarti di finale dei play-off scudetto, prima di essere eliminate nel corso delle semifinali dalle Pinkin de Corozal.

## Organigramma societario
Area direttiva
- Presidente: Eliseo Román

Area tecnica
- Allenatore: Luis Rodríguez

## Rosa
| N° | Nome                     | Ruolo | Data di nascita  | Nazionalità sportiva |
| -- | ------------------------ | ----- | ---------------- | -------------------- |
| 1  | Julymar Otero            | P     | 31 ottobre 1996  | Porto Rico           |
| 2  | Bianca Torres            | C     | 2 luglio 1996    | Porto Rico           |
| 3  | Nicole Cruz              | C     | 15 agosto 1995   | Porto Rico           |
| 4  | Valeria Porrata          | S     | 24 agosto 1992   | Porto Rico           |
| 1  | Shelly Fanning           | C     | 8 gennaio 1997   | Stati Uniti          |
| 5  | Andrea Rangel            | O     | 19 maggio 1993   | Porto Rico           |
| 7  | Lindsey Vander Weide     | S     | 19 ottobre 1997  | Stati Uniti          |
| 8  | Áurea Cruz               | S     | 10 gennaio 1982  | Porto Rico           |
| 9  | Saige Ka'aha'aina-Torres | P     | 30 luglio 2000   | Porto Rico           |
| 10 | Taylor Sandbothe         | C     | 15 dicembre 1994 | Stati Uniti          |
| 12 | Okiana Valle             | L     | 29 agosto 1997   | Porto Rico           |
| 15 | Yuliana Martínez         | S     | 27 dicembre 1996 | Porto Rico           |
| 18 | Alejandra Argüello       | C     | 30 aprile 1998   | Porto Rico           |
| 23 | Nomaris Vélez            | L     | 11 giugno 1993   | Porto Rico           |

## Mercato
| Acquisti | Acquisti                 | Acquisti              | Acquisti   |
| R.       | Nome                     | da                    | Modalità   |
| -------- | ------------------------ | --------------------- | ---------- |
| P        | Julymar Otero            | Criollas de Caguas    | definitivo |
| O        | Bianca Torres            | ?                     | definitivo |
| S        | Valeria Porrata          | -                     | definitivo |
| O        | Andrea Rangel            | Enisej                | definitivo |
| S        | Lindsey Vander Weide     | Petro Gazz            | definitivo |
| S        | Áurea Cruz               | Valencianas de Juncos | definitivo |
| P        | Saige Ka'aha'aina-Torres | Texas                 | definitivo |
| C        | Taylor Sandbothe         | Criollas de Caguas    | definitivo |
| C        | Alejandra Argüello       | -                     | definitivo |

| Cessioni | Cessioni         | Cessioni                | Cessioni   |
| R.       | Nome             | a                       | Modalità   |
| -------- | ---------------- | ----------------------- | ---------- |
| O        | Karsta Lowe      | JT Marvelous            | definitivo |
| P        | Kathia Sánchez   | Cangrejeras de Santurce | definitivo |
| P        | Carelis Rojas    | -                       | definitivo |
| O        | Génesis Collazo  | Cangrejeras de Santurce | definitivo |
| C        | Paola Rojas      | Valencianas de Juncos   | definitivo |
| C        | Zoé Sostre       | Atenienses de Manatí    | definitivo |
| S        | Legna Hernández  | Valencianas de Juncos   | definitivo |
| P        | Jaimeson Lee     | Braga                   | definitivo |
| C        | Paola Rivera     | -                       | ritirata   |
| C        | Shelly Fanning   | Criollas de Caguas      | definitivo |
| C        | Taylor Sandbothe | -                       | svincolata |
| S        | Valeria Porrata  | -                       | svincolata |

## Risultati

### LVSF

#### Regular season
| 2 febbraio 2023 Coliseo Gelito Ortega, Naranjito       | Changas de Naranjito    | 3 - 1 | Atenienses de Manatí    | 25-23, 23-25, 25-18, 25-16        |
| 8 febbraio 2023 Coliseo Salvador Dijols, Ponce         | Leonas de Ponce         | 0 - 3 | Changas de Naranjito    | 19-25, 18-25, 23-25               |
| 10 febbraio 2023 Coliseo Roberto Clemente, San Juan    | Cangrejeras de Santurce | 3 - 0 | Changas de Naranjito    | 25-22, 29-27, 25-19               |
| 16 febbraio 2023 Coliseo Roger L. Mendoza, Caguas      | Criollas de Caguas      | 1 - 3 | Changas de Naranjito    | 21-25, 25-14, 20-25, 19-25        |
| 18 febbraio 2023 Coliseo Gelito Ortega, Naranjito      | Changas de Naranjito    | 3 - 2 | Pinkin de Corozal       | 19-25, 26-24, 20-25, 25-22, 15-10 |
| 19 febbraio 2023 Coliseo Juan Aubín Cruz Abreu, Manatí | Atenienses de Manatí    | 1 - 3 | Changas de Naranjito    | 15-25, 25-22, 18-25, 23-25        |
| 23 febbraio 2023 Coliseo Rafael Amalbert, Juncos       | Valencianas de Juncos   | 0 - 3 | Changas de Naranjito    | 19-25, 22-25, 23-25               |
| 2 marzo 2023 Coliseo Gelito Ortega, Naranjito          | Changas de Naranjito    | 3 - 1 | Leonas de Ponce         | 25-19, 22-25, 25-21, 25-22        |
| 4 marzo 2023 Coliseo Gelito Ortega, Naranjito          | Changas de Naranjito    | 3 - 1 | Cangrejeras de Santurce | 18-25, 25-23, 25-14, 25-18        |
| 5 marzo 2023 Coliseo Gelito Ortega, Naranjito          | Changas de Naranjito    | 1 - 3 | Criollas de Caguas      | 16-25, 25-19, 18-25, 23-25        |
| 10 marzo 2023 Coliseo Carmen Zoraida Figueroa, Corozal | Pinkin de Corozal       | 3 - 0 | Changas de Naranjito    | 25-22, 25-23, 25-23               |
| 12 marzo 2023 Coliseo Gelito Ortega, Naranjito         | Changas de Naranjito    | 3 - 0 | Valencianas de Juncos   | 27-25, 25-17, 25-20               |
| 18 marzo 2023 Coliseo Gelito Ortega, Naranjito         | Changas de Naranjito    | 1 - 3 | Atenienses de Manatí    | 14-25, 25-21, 18-25, 24-26        |
| 24 marzo 2023 Coliseo Roger L. Mendoza, Caguas         | Criollas de Caguas      | 0 - 3 | Changas de Naranjito    | 15-25, 20-25, 17-25               |
| 26 marzo 2023 Coliseo Gelito Ortega, Naranjito         | Changas de Naranjito    | 1 - 3 | Pinkin de Corozal       | 13-25, 21-25, 25-21, 16-25        |
| 29 marzo 2023 Coliseo Rafael Amalbert, Juncos          | Valencianas de Juncos   | 3 - 2 | Changas de Naranjito    | 23-25, 25-20, 25-16, 15-25, 15-11 |
| 31 marzo 2023 Coliseo Gelito Ortega, Naranjito         | Changas de Naranjito    | 1 - 3 | Cangrejeras de Santurce | 25-21, 23-25, 13-25, 24-26        |
| 2 aprile 2023 Coliseo Salvador Dijols, Ponce           | Leonas de Ponce         | 1 - 3 | Changas de Naranjito    | 12-25, 25-20, 22-25, 17-25        |

#### Play-off
| Quarti di finale (gara 1) - 9 aprile 2023 Coliseo Gelito Ortega, Naranjito    | Changas de Naranjito  | 3 - 0 | Valencianas de Juncos | 25-18, 25-22, 25-22               |
| Quarti di finale (gara 2) - 10 aprile 2023 Coliseo Rafael Amalbert, Juncos    | Valencianas de Juncos | 0 - 3 | Changas de Naranjito  | 22-25, 22-25, 13-25               |
| Quarti di finale (gara 3) - 12 aprile 2023 Coliseo Gelito Ortega, Naranjito   | Changas de Naranjito  | 3 - 0 | Valencianas de Juncos | 25-16, 25-20, 25-17               |
| Semifinali (gara 1) - 19 aprile 2023 Coliseo Carmen Zoraida Figueroa, Corozal | Pinkin de Corozal     | 3 - 2 | Changas de Naranjito  | 25-21, 25-21, 22-25, 22-25, 15-10 |
| Semifinali (gara 2) - 21 aprile 2023 Coliseo Gelito Ortega, Naranjito         | Changas de Naranjito  | 1 - 3 | Pinkin de Corozal     | 25-20, 23-25, 20-25, 25-27        |
| Semifinali (gara 3) - 23 aprile 2023 Coliseo Carmen Zoraida Figueroa, Corozal | Pinkin de Corozal     | 1 - 3 | Changas de Naranjito  | 14-25, 22-25, 25-22, 25-27        |
| Semifinali (gara 4) - 26 aprile 2023 Coliseo Gelito Ortega, Naranjito         | Changas de Naranjito  | 2 - 3 | Pinkin de Corozal     | 25-19, 25-23, 20-25, 23-25, 10-15 |
| Semifinali (gara 5) - 28 aprile 2023 Coliseo Carmen Zoraida Figueroa, Corozal | Pinkin de Corozal     | 3 - 0 | Changas de Naranjito  | 25-17, 25-20, 25-21               |

## Statistiche

### Statistiche di squadra
| Competizione | Punti | In casa | In casa | In casa | In trasferta | In trasferta | In trasferta | Totale | Totale | Totale |
| Competizione | Punti | G       | V       | P       | G            | V            | P            | G      | V      | P      |
| ------------ | ----- | ------- | ------- | ------- | ------------ | ------------ | ------------ | ------ | ------ | ------ |
| LVSF         | 33    | 13      | 7       | 6       | 13           | 8            | 5            | 26     | 15     | 11     |
| Totale       | -     | 13      | 7       | 6       | 13           | 8            | 5            | 26     | 15     | 11     |

G = partite giocate; V = partite vinte; P = partite perse